# Bonan Dolok (Padangsidimpuan Utara)
Bonan Dolok is een bestuurslaag in het regentschap Padang Sidempuan van de provincie Noord-Sumatra, Indonesië. Bonan Dolok telt 2709 inwoners (volkstelling 2010).